# Zwody Małe
Zwody Małe (błr. Малыя Зводы; ros. Малые Зводы) – wieś na Białorusi, w rejonie brzeskim obwodu brzeskiego, około 28 km na północny zachód od Brześcia.

## Historia
Majątek Zwody Małe zmieniał w przeszłości wielokrotnie swych właścicieli. W 1631 roku należał do Teodora Bukraby, podsędka, później przeszedł na własność Gosiewskich, właścicieli pobliskiej Luty. Zgodnie z testamentem Teresy Gosiewskiej majątek przeszedł w 1708 roku na własność jej męża Kazimierza Jana Sapiehy. Około 1740 roku dobra należały do Sosnowskich, w 1862 roku Zwody Małe i Wielkie należały do Bronisława Gutowskiego i pozostały własnością tej rodziny do 1939 roku.
Po III rozbiorze Polski w 1795 roku Zwody Małe, wcześniej należące do województwa brzeskolitewskiego Rzeczypospolitej, znalazły na terenie powiatu brzeskiego, należącego do guberni słonimskiej (1796), litewskiej (1797–1801), a później grodzieńskiej (1801–1915) Imperium Rosyjskiego. Po ustabilizowaniu się granicy polsko-radzieckiej w 1921 roku wieś wróciła do Polski, znalazła się w gminie Łyszczyce, a po jej likwidacji w 1928 roku – w gminie Motykały, od 1945 roku – w ZSRR, od 1991 roku – na terenie Republiki Białorusi.
We wsi znajdowała się XVIII-wieczna cerkiew Zaśnięcia NMP. Została rozebrana w 1970 roku. Na jej miejscu stoi obecnie krzyż prawosławny. 
Około 2,5 km na północny wschód od wsi znajduje się szereg kurhanów kryjących ofiary wojen szwedzkich.

## Dawny pałac

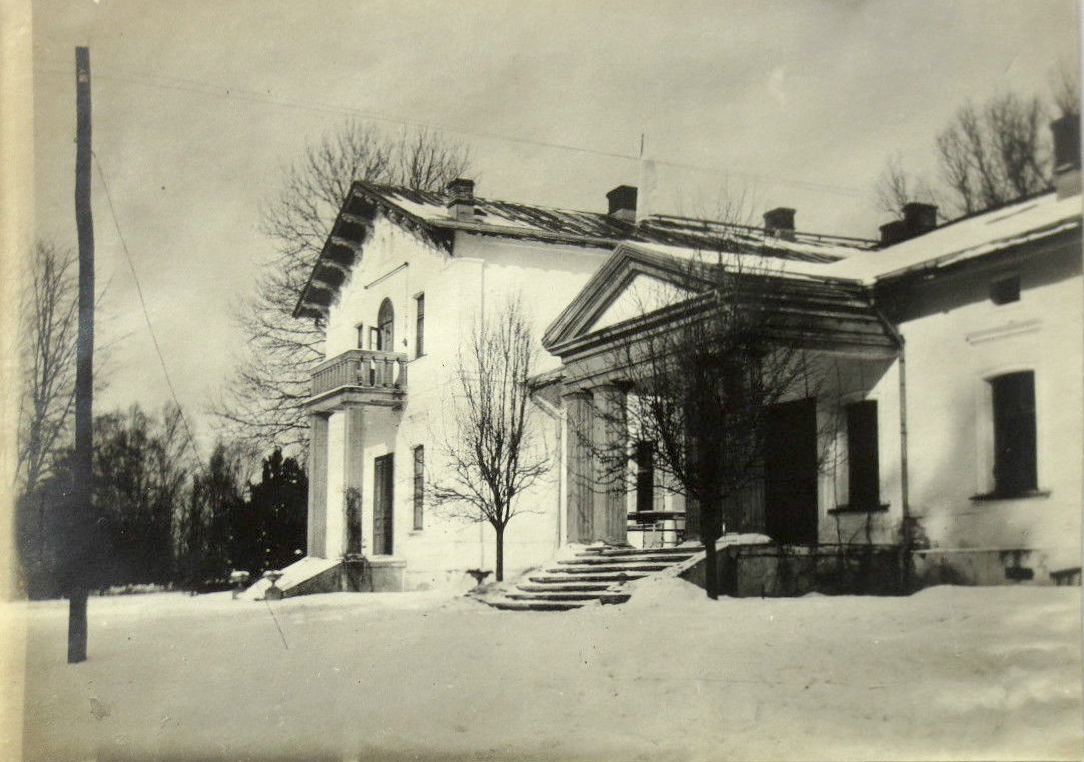
Dwór Hutowskich w 1917 roku

W 1875 roku został tu wzniesiony przez Gutowskich murowany piętrowy pałacyk. Centralny portyk składał się z dwóch par czworograniastych filarów. Wnętrze miało układ dwutraktowy, częściowo trzytraktowy. Park, zaprojektowany w 1890 roku przez Waleriana Kronenberga, miał 7–10 ha, miał charakter ogrodów krajobrazowych.
Dwór został rozebrany w latach 1950–1995. Zachowały się resztki parku, w tym buki dorastające do wysokości 22 m. Na jego terenie wybudowano szkołę z internatem.
Majątek w Zwodach Małych jest opisany w 2. tomie Dziejów rezydencji na dawnych kresach Rzeczypospolitej Romana Aftanazego.